# ملوین گیلار
ملوین گیلار (انگلیسی: Melvin Guillard؛ زادهٔ ۳۰ مارس ۱۹۸۳) بوکسور، ورزشکار هنرهای رزمی ترکیبی و جودوکار اهل ایالات متحده آمریکا است. وی از سال ۲۰۰۲ میلادی تاکنون مشغول فعالیت بوده‌است.